# Martînivka, Trosteaneț
Martînivka (în ucraineană Мартинівка) este localitatea de reședință a comunei Martînivka din raionul Trosteaneț, regiunea Sumî, Ucraina.

## Demografie
Componența lingvistică a localității Martînivka
     Ucraineană (98,46%)
     Rusă (1,54%)
Conform recensământului din 2001, majoritatea populației localității Martînivka era vorbitoare de ucraineană (98,46%), existând în minoritate și vorbitori de rusă (1,54%).